# Vansbro (gemeente)
Vansbro is een Zweedse gemeente in Dalarna. De gemeente behoort tot de provincie Dalarnas län. Ze heeft een totale oppervlakte van 1667,2 km² en telde 7122 inwoners in 2004.

## Plaatsen
- Vansbro (plaats)
- Järna (Vansbro)
- Nås
- Äppelbo
- Skamhed
- Grånäs en Morn
- Skålö

Älvdalen · Avesta · Borlänge · Falun · Gagnef · Hedemora · Leksand · Ludvika · Malung-Sälen · Mora · Orsa · Rättvik · Säter · Smedjebacken · Vansbro